# Liolaemus cyanogaster
Liolaemus cyanogaster — вид ігуаноподібних ящірок родини Liolaemidae. Мешкає в Чилі і Аргентині.

## Поширення і екологія
Liolaemus cyanogaster мешкають в центральному Чилі, в регіонах VIII Регіон Біобіо, Арауканія, Лос-Ріос і Лос-Лагос, а також зустрічаються на заході аргентинської провінції Неукен. Вони живуть в різноманітних природних середовищах, зокрема у вальдивійських помірних лісах, в чагарникових заростях і на луках. Є комахоїдними і живородними.